# VoteWatch Europe
VoteWatch Europe ist eine unabhängige, in Brüssel (vormals in London) basierte Nichtregierungsorganisation (NGO), die die Anwesenheit sowie das Abstimmungsverhalten der Mitglieder des Europäischen Parlaments aus den offiziellen Parlamentsstatistiken zusammenstellt und in grafischer sowie statistischer Form aufbereitet. Gestartet im Mai 2009 als ein wissenschaftliches Projekt unter Leitung von Sarah Hagemann vom Think Tank European Policy Centre für mehr transparente Darstellung der Arbeit des Europaparlaments gestartet, wurde es im gleichen Jahr als NGO von Simon Hix und Doru Frantescu gegründet.

## Arbeitsweise
Die analytische Arbeit von VoteWatch Europe wurde kontinuierlich ausgebaut. Sie beruhte auf offiziell vom Europäischen Parlament erfassten Daten zur Aktivitäten der Mitglieder des Europäischen Parlaments (MdEP) und des EU-Ministerrats, darunter besonders die Abstimmungsunterlagen, aber auch beispielsweise deren Ausschussarbeit, Anwesenheitslisten, Berichte sowie Reden im Plenum. Darauf aufbauend erstellt VoteWatch Europe Statistiken über das politische Verhalten der EU-Fraktionen und der nationalen Delegationen.
Nach Politikfeldern oder politischen Trends geordnete Auswertungen machten VoteWatch Europe über die Jahre bekannt und zu einer Quelle für Bürger, Journalisten, NGOs und andere Interessengruppen, um politische Positionen, Wahlergebnisse und mögliche Koalitionen herauszufinden und zu erkennen. Diese erstreckten sich z. B. von Fragen zu russlandfreundlichem Verhalten über Studien zur Gewichtung des parlamentarischen Einflusses nach Nationen bis hin zu Auswertungen im Vorfeld von Europawahlen.
In 2016 gehörte VoteWatch Europe nach Ergebnissen einer mehrmonatigen Beobachtung durch Hill & Knowlton Strategies in Social Media zu den von Mitgliedern des Europäischen Parlaments (MdEP) zehn meistgelesenen Think Tanks mit EU-Bezug vor z. B. Open Europe, Friends of Europe, Debating Europe, FEPS, European Policy Center, dem US-amerikanischen Atlantic Council oder dem britischen Policy Network.
Die Seite ist in Deutsch, Englisch, Französisch, Rumänisch und Polnisch verfügbar. Forschungsergebnisse und Kommentare wurden bisher allerdings nur in englischer Sprache veröffentlicht.